# テスコボーイ系
テスコボーイ系（テスコボーイけい、Tesco Boy Line）は馬（主にサラブレッド）の父系（父方の系図）の1つ。

## サイアーライン
- Darley Arabian 1700
  - Bartlet's Childers 1716
    - Squirt 1732
      - Marske 1750
        - Eclipse 1764　　　---←エクリプス系へ戻る
          - Potoooooooo 1773
            - Waxy 1790
              - Whalebone 1807
                - Sir Hercules 1826
                  - Birdcatcher 1833
                    - The Baron 1842
                      - Stockwell 1849
                        - Doncaster 1870
                          - Bend Or 1877
                            - Bona Vista 1889
                              - Cyllene 1895
                                - Polymelus 1902
                                  - Phalaris 1913　　　---←ファラリス系へ戻る
                                    - Pharos 1920
                                      - Nearco 1935　　　---←ネアルコ系へ戻る
                                        - Nasrullah 1940　　　---←ナスルーラ系へ戻る
                                          - Princely Gift 1951　　　---←プリンスリーギフト系へ戻る
                                            - *テスコボーイ Tesco Boy 1963　　　---↓テスコボーイ系（改行）

---↓テスコボーイ系---
- *テスコボーイ Tesco Boy 1963 → テスコガビー 1972
  - Jungle Boy 1968
    - Bungling 1980
    - Jungle Hero 1986

  - Lord David 1968
  - テスコホマレII 1969
  - トキヨコジマ 1969
  - ランドプリンス 1969
  - キタノカチドキ 1971
    - カシマアーバン 1980
    - ホリノカチドキ 1982
    - カイラスアモン 1984

  - ライジン 1972
  - トウショウボーイ 1973 → アラホウトク 1985、ダイイチルビー 1987、シスタートウショウ 1988
    - エプソムペガサス 1980
    - ダイゼンキング 1980
    - ペルセポリス 1980
    - ミスターシービー 1980
      - ヤマニングローバル 1987

    - ミナガワビクトリー 1980
    - リュウズイショウ 1981
    - エスワイトウショウ 1982
    - コダマボーイ 1982
    - ウインドストース 1983
    - クラトウショウ 1983
    - ハギノビジョウフ 1983
    - ホクセータイガー 1983
    - サクラロータリー 1984
      - マイネルスマイル 1991
      - ロッキークイック 1992

    - ダイイチボーイ 1984
    - ノーストウショウ 1984
    - ワイズルーラ 1984
    - アラビアアモン 1985
    - モガミサージェント 1985
    - モガミチャンピオン 1985
    - ヤエノダイヤ 1985
    - サクラホクトオー 1986
    - トキオエレメンツ 1986
    - ハクヨウコマンド 1986
    - モガミショーウン 1986
    - ランフォーエバー 1986
    - ダイイチコウヤ 1987
    - マキシムボーイ 1987
    - サンゼウス 1988
    - トキオダンディー 1988
    - セキテイリュウオー 1989
    - オグリトウショウ 1990
    - クエストフォベスト 1990
    - トウショウオリオン 1993

  - ホクトボーイ 1973
    - タケデンリーダー 1981

  - サンシャインボーイ 1974
    - ステートジャガー 1981
      - メルシーステージ 1991

    - スターサンシャイン 1986

  - インターグシケン 1975
    - ショウリテンユウ 1984
    - トマム 1985

  - シルバーペガサス 1975
  - ダイタクミラクル 1975
  - ノトボーイ 1975
  - ホクトプリンス 1975
  - ランドギフト 1975
  - カチウマボーイ 1976
  - クラノテンコウ 1976
  - トウショウイレブン 1976
  - インターグランプリ 1977
  - タジマボーイ 1977
  - フジヤマテスコ 1978
  - ホクトオウショウ 1978
  - ボルグスキー 1978
    - シュウボーイ 1989

  - ハギノカムイオー 1979
    - ハギノグレート 1986

  - キャノンテスコ 1980
  - グランドテスコ 1980
  - ゴールドマサユキ 1980
  - テスコロールス 1980
  - ハヤボーイ 1980
  - ホクセイボーイ 1980
  - ヤマノテスコ 1980
  - ピツトボーイ 1981
  - サクラユタカオー 1982 → サクラキャンドル 1992、ウメノファイバー 1996
    - ダイナマイトダディ 1988
    - サクラバクシンオー 1989 → シーイズトウショウ 2000、ニシノチャーミー 2004
      - ショウナンカンプ 1998
        - ミキノドラマー 2013

      - リッカバクシンオ 2002
      - サクラゼウス 2004
      - サブミーカー 2005
      - グランプリボス 2008
      - サザンライツ 2011
      - ビッグアーサー 2011
      - ダイシンバルカン 2012

    - エアジハード 1995 → アグネスラズベリ 2001、ショウワモダン 2004
    - トゥナンテ 1995
    - シンコーユタカ 1997

  - ドウカンテスコ 1982
  - フジベイジュ 1982
  - イグアス 1983
  - イーグルボーイ 1984
  - セキテイボーイ 1984
  - ジングウブレーブ 1985
  - バンダムテスコ 1985

- サイアーライン上は2017年現在、種付けを行った馬か種牡馬入りを発表した馬、→印の後は牝馬などの非種牡馬の代表産駒の一部を示す。また、日本調教馬における太字はG1級競走の勝ち馬を示す。